# Queens Are Trumps: Kirifuda wa Queen
Queens Are Trumps: Kirifuda wa Queen (Queens are trumps -切り札はクイーン-) је четврти студијски албум јапанског рок бенда Скандал. Изашао је 26. септембра 2012. и пуштен је у продају у три верзије: обичну ЦД верзију, лимитирану ЦС+ДВД верзију и колекционарску верзију са ЦД-ом и албумом за слике од Скандала. На Орикон листама је достигао 4. место и остао на листи 12 седмица.
"Welcome home" је кориштен у ТВ програму Mizu to Midori no Campaign. 

## Списак песама
| №               | Назив                  | Аутор(и)                   | Трајање |  |
| 1.              | Queens are trumps      | Мами Сасазаки              | 3:41    |  |
| 2.              | (太陽スキャンダラス)   | Харуна Оно, Наото          | 5:09    |  |
| 3.              | (ピンヒールサーファー) | Харуна Оно, Шоу Вада       | 5:04    |  |
| 4.              |                        | Харуна Оно                 | 3:54    |  |
| 5.              | (ビターチョコレート)   | Рина Сузуки                | 5:16    |  |
| 6.              |                        | Хаџи Метал, Џун Сато       | 5:01    |  |
| 7.              | (声)                   | Рјота Јанагисава           | 4:50    |  |
| 8.              |                        | Харуна Оно, Томохиро Окубу | 3:32    |  |
| 9.              |                        | Рина Сузуки                | 5:17    |  |
| 10.             |                        | Јука Кавамура              | 4:00    |  |
| 11.             | Harukaze (春風)        | Харуна Оно, Ишки Норијасу  | 4:38    |  |
| 12.             |                        | Џамил                      | 4:13    |  |
| Укупно трајање: | Укупно трајање:        | Укупно трајање:            | 54:37   |  |